# آتول (ایندیانا)
آتول (به انگلیسی: Otwell) یک منطقهٔ مسکونی در ایالات متحده آمریکا است که در شهرستان پایک، ایندیانا واقع شده‌است. آتول ۱۵۲ متر بالاتر از سطح دریا واقع شده‌است.